# تپانچه‌های پر

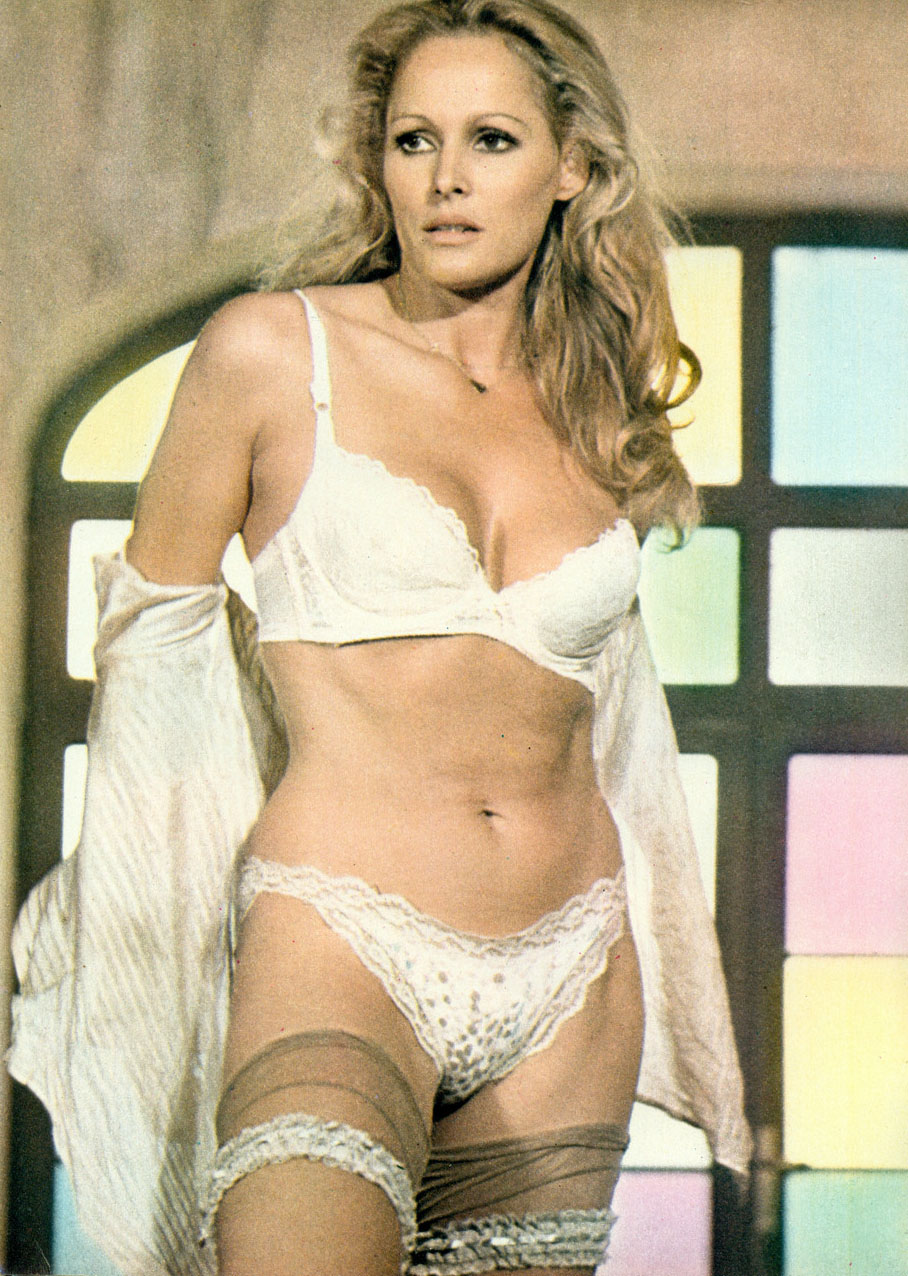
اورسولا اندرس در صحنه‌ای از فیلم.

تپانچه‌های پُر (انگلیسی: Loaded Guns) یک فیلم جنایی ایتالیایی به کارگردانی فرناندو دی لئو است که در سال ۱۹۷۵ منتشر شد.

## بازیگران
- اورسولا اندرس
- وودی استرود
- مارک پورل
- ایزابلا بیاجینی
- لینو بانفی
- آلدو جوفره
- مائوریتسیو آرنا
- کارلا برائیت
- روبرتو دل‌آکوا